# Anna Bravo
Anna Bravo (Villanova d'Asti, 12 febbraio 1938 – Torino, 8 dicembre 2019) è stata una storica e saggista italiana.

## Biografia
Docente di storia sociale all'Università di Torino, pubblicò numerosi lavori sui movimenti politici e sociali del Novecento, sulla guerra e in modo particolare sul ruolo svolto dalle donne, che pose al centro delle sue ricerche e del suo impegno di militante femminista. In giovane età era stata attivista del Partito Comunista Italiano, entrando poi in contatto con la rivista milanese Mondo Beat, legata ai Provos olandesi, e militò quindi in Lotta Continua.
Era membro del Comitato scientifico della Fondazione Alexander Langer e dell'Istituto per la storia della resistenza "Giorgio Agosti".
Nel 2018 ricevette il Premio Nazionale Nonviolenza «per i suoi studi sulle donne, sull'impegno sociale da loro profuso, sulla resistenza armata e su quella nonviolenta, che hanno contribuito alla comprensione, progettazione, costruzione ed edificazione di una società solidale, nonviolenta e pacifica.»
È morta nel dicembre del 2019 per un infarto.

## Pubblicazioni
- La Repubblica partigiana dell’Alto Monferrato, Torino, 1964
- Donne e uomini nelle guerre mondiali, Laterza, 1991 (curatela)
- In guerra senza armi, Laterza, 1995 (con Anna Maria Bruzzone)
- Donne del '900, Liberal, 1999 (con Lucetta Scaraffia)
- Storia sociale delle donne, Laterza, 2001 (con Lucetta Scaraffia)
- Il fotoromanzo, Il Mulino, 2003
- I Nuovi fili della memoria. Uomini e donne nella storia, Laterza, 2003 (manuale per le scuole superiori, con Anna Foa e Lucetta Scaraffia)
- La vita offesa, FrancoAngeli, 2004
- Sopravvissuti, Alinari, 2004 (con Liliana Picciotto Fargion)
- Comune di donna. Sindache in provincia di Bologna, Clueb, 2004
- Compagne e compagni di viaggio, in:  Alexander Langer, Lettere dall'Italia, a cura di Clemente Manenti, Milano, Editoriale Diario e Fondazione Alexander Langer, 2005, SBN USM1441433.
- La prima volta che ho votato, Scritture, 2006 (con Caterina Caravaggi e Teresa Mattei)
- A colpi di cuore. Il Sessantotto, Laterza, 2008
- Intervista a Primo Levi, ex deportato, Einaudi, 2011 (curatela, con Federico Cereja)
- La conta dei salvati, Laterza, 2013
- Raccontare per la storia, Einaudi, 2014